# Kościół św. Jana Chrzciciela i Pięciu Braci Męczenników w Kazimierzu Biskupim
Kościół świętego Jana Chrzciciela i Pięciu Braci Męczenników w Kazimierzu Biskupim – kościół będący częścią klasztoru pobernardyńskiego, ośrodek kultu Pięciu Braci Męczenników. Obecnie należy do Misjonarzy Świętej Rodziny. Znajduje się w dawnym mieście Kazimierz Biskupi, w powiecie konińskim, w województwie wielkopolskim.
Kościół i klasztor Bernardynów powstały w 1514 roku i ufundowane zostały przez biskupa poznańskiego Jana Lubrańskiego i jego brata Mikołaja, ówczesnego właściciela miasta. Zgodnie z zamysłem biskupa zespół klasztorny stał się głównym ośrodkiem kultu świętych Pięciu Braci Męczenników w Polsce; dzięki jego staraniom w 1536 roku trafiły do świątyni klasztornej ich relikwie. Pierwotne budynki drewniane niedługo zostały zastąpione murowanymi. Kościół został wzniesiony do 1518 roku, niedługo została do niego dobudowana od strony południowej kaplica św. Anny (rozebrana została w XVIII wieku). Zespół klasztorny został zniszczony podczas wojny szwedzkiej i odbudowano go w 2 połowie XVII wieku. Wieżyczka nad nawą powstała w 1692 roku.
Świątynia reprezentuje styl gotycki, jest budowlą jednonawową, z nieco węższym, zamkniętym trójbocznie prezbiterium. Nawa i prezbiterium są nakryte sklepieniami krzyżowymi. Renowacja w latach 1970–73 nadała kościołowi nowoczesny wystrój. We wnętrzu znajdują się trzy nowe ołtarze oraz Droga Krzyżowa wykonana techniką sgraffito według projektu Mirosława Giernatowskiego, umieszczona na północnej ścianie nawy. Z dawnego wyposażenia zachowały się do dziś m.in. późnorenesansowy nagrobek Stanisława Russockiego (zmarłego w 1597 roku) oraz późnogotyckie rzeźby św. Jadwigi i św. Mikołaja wykonane w połowie XVI wieku, umieszczone przy łuku tęczy. Na ścianie południowej jest umieszczony skrzynkowy relikwiarz Pięciu Braci Męczenników.